# Samuel Friedrich Sauter

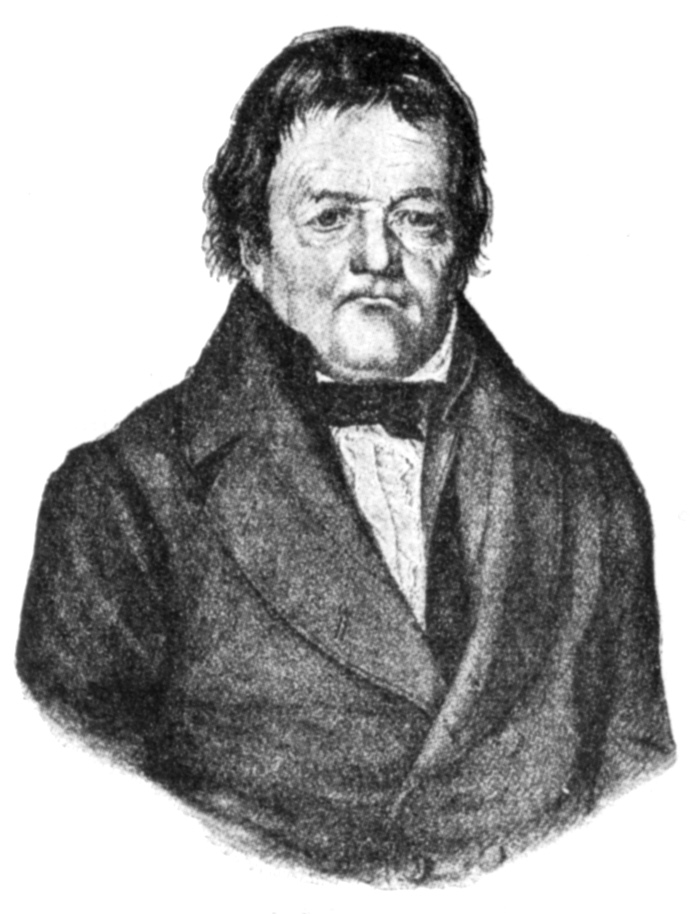
Samuel Friedrich Sauter

Samuel Friedrich Sauter (* 10. November 1766 in Flehingen (heute ein Ortsteil von Oberderdingen); † 14. Juli 1846 ebenda) war ein deutscher Dorfschullehrer und Volksdichter.

## Leben
Sauter war der Sohn des Sonnenwirts und Bäckermeisters Philipp Jakob Sauter. Er erlernte bei seinem Schwager Ulmer in Unteröwisheim das Schulwesen und war danach Provisor in Bissingen. Ab 1786 war er Dorfschullehrer in Flehingen, wo er um 1800 eine pädagogische Lesegemeinschaft gründete, die bis 1816 bestand. 1811 erschien in Heidelberg seine Sammlung Volkslieder und andere Reime. Er war ab 1789 mit Susanna Katharina Schickart aus Unteröwisheim verheiratet, mit der er sieben Kinder hatte. Seine Gattin starb 1824. Sauter heiratete nicht wieder.
Von 1816 bis zu seinem Ruhestand 1841 unterrichtete Sauter in Zaisenhausen. Dort war er auch im Ortsgeschehen sehr aktiv und spielte eine maßgebende Rolle beim Bau eines neuen Schulhauses und beim Neubau der evangelischen Pfarrkirche  „Zu unserer lieben Frau“ nach Plänen von Heinrich Hübsch. Nach seiner Pensionierung kehrte er in seinen Geburtsort zurück, wo er 1846 starb.
Sauter war zeitlebens ein Vorkämpfer für die gesellschaftliche Aufwertung seines Berufsstandes, für den er „Brot und Ehre“ forderte. Insbesondere setzte er sich für eine höhere Mindestbesoldung, die Schaffung einer Witwenkasse und den Beamtenstatus der badischen Lehrerschaft ein. Hervorzuheben ist hier seine Dankadresse an die Landstände des Großherzogtums (Zweite Kammer) im Jahre 1819. Schulpolitisch sehr fortschrittlich war seine Forderung nach einer gemeinsamen Schule für evangelische und katholische Kinder, die allerdings erst einige Jahre nach seinem Tod verwirklicht wurde.

## Werk
Sauter schrieb etwa 350 Gedichte, Reime und Erzählungen, darunter auch Auftragspoesie. Die bekanntesten sind Das Lied vom Krämermichel, Das Lied vom armen Dorfschulmeisterlein, Der Wachtelschlag und Loblied auf die Kartoffel. Die Gedichte wurden zum Teil im Lahrer Boten abgedruckt. Der Wachtelschlag wurde von Franz Schubert und Ludwig van Beethoven vertont.
Zwar waren Sauters Gedichte populär, aber sie wurden auch als schrullig und voll von unfreiwilliger Komik kritisiert. Einer von Sauters Kritikern war Adolf Kussmaul. Zusammen mit seinem Freund Ludwig Eichrodt schrieb er ironische Gedichte auf Sauter, wobei sie den Namen Weiland Gottlieb Biedermeier als Pseudonym wählten. 1853 erschien ihr Band Gedichte in allerlei Humoren. Auch Joseph Victor von Scheffel hat mit Biedermanns Abendgemütlichkeit und Bummelmeiers Klage Sauters Stil parodiert. So prägte Sauter unfreiwillig den Namen einer ganzen Stilrichtung.
Nach Sauter ist eine Grundschule in Flehingen benannt.